# NGC 6229
NGC 6229 est un amas globulaire situé dans la constellation d'Hercule à environ 99 000 a.l. (30,4 kpc) du Soleil et à 97 000 a.l. (29,7 kpc) du centre de la Voie lactée. Il a été découvert par l'astronome germano-britannique William Herschel en 1787.
Les relevés réalisés par le satellite Gaia ont permis de mesurer avec une grande précision les positions et les vitesses de plusieurs étoiles dont celle de certains amas globulaires. La valeur obtenue pour NGC 6229 est égale à (−138,64 ± 0,77) km/s. La vitesse indiquée sur le site NASA/IPAC est toutefois légèrement différente avec une valeur de (−154 ± 0) km/s. Cette vitesse est basée sur des relevés réalisés depuis le sol à l'observatoire Canada-France-Hawaï.
La métallicité de NGC 6229 est estimée selon les études de −1,129 à −1,47 [Fe/H].

## Galerie

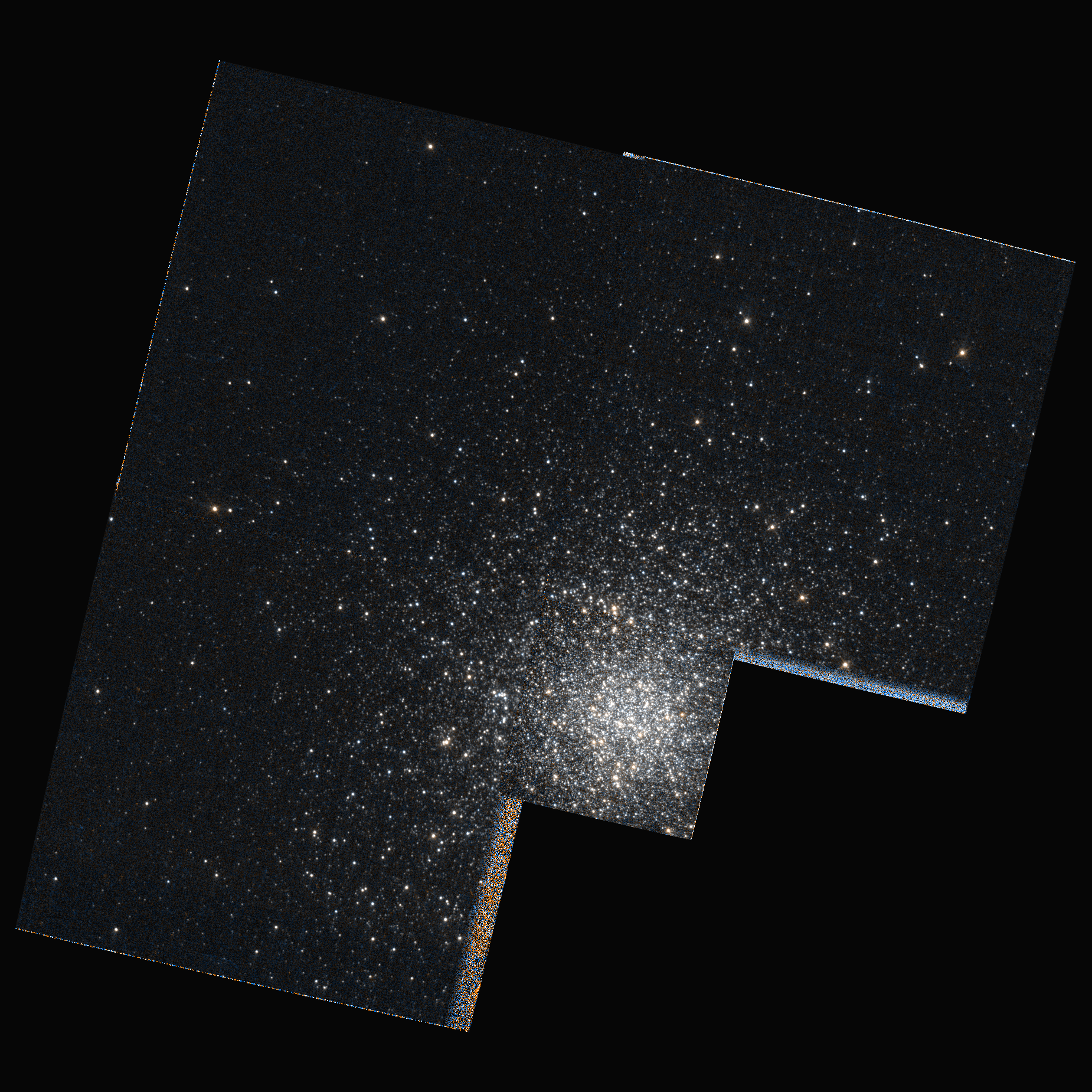
NGC 6229 par le télescope spatial Hubble.
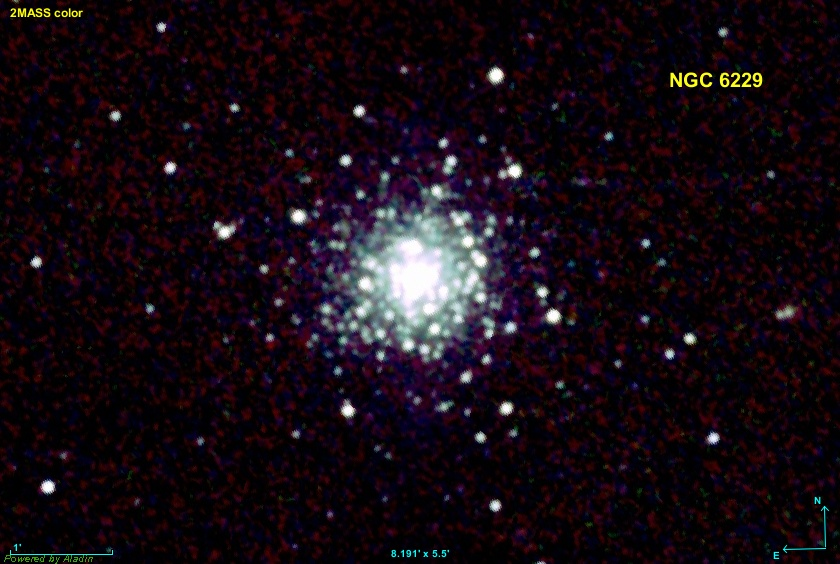
NGC 6229 en infrarouge par le relevé 2MASS.
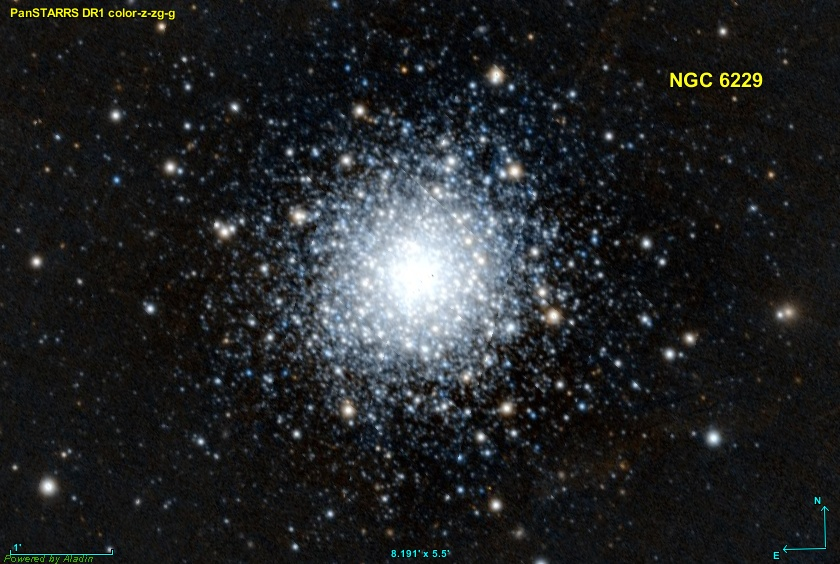
NGC 6229 en lumière visible par le relevé Pan-STARRS.